# 第172回国会
第172回国会（だい172かいこっかい）は、2009年9月16日に召集された特別国会である。会期は9月19日までの4日間であった。

## 概要
2009年8月30日に行われた第45回衆議院議員総選挙の結果、民主党が単独で絶対安定多数を確保、自由民主党は1955年の結党以来54年間君臨した衆議院第1党の座から転落した。
新たな与党となった民主党は、内閣総理大臣指名選挙を経て社会民主党と国民新党との連立内閣を発足させた。この国会は、召集前に麻生太郎が内閣総理大臣職ともども辞職したことによる自由民主党総裁選挙（18日告示、28日投開票）と、この国会で選ばれる新しい内閣総理大臣の外遊（国際連合総会への出席など）の日程が控えているため、会期は短期間となり、所信表明演説と代表質問は次回の国会で行われた。

## 各党・会派の議席数
| 2009年9月16日時点 - 民主党・無所属クラブ - 311 - 自由民主党 - 118 - 公明党 - 21 - 日本共産党 - 9 - 社会民主党・市民連合 - 7 - みんなの党 - 5 - 国民新党 - 3 - 国益と国民の生活を守る会 - 3 - 各党派に属しない議員 - 2（議長：横路孝弘 - 民主党から離脱、副議長：衛藤征士郎 - 自由民主党から離脱） - 無所属 - 1（中村喜四郎） | 計242、2009年9月16日時点 - 民主党・新緑風会・国民新・日本 - 118 - 自由民主党・改革クラブ - 85 - 公明党 - 21 - 日本共産党 - 7 - 社会民主党・護憲連合 - 5 - 各派に属しない議員 - 4（議長・副議長各1、沖縄社会大衆党1、その他1） - 欠員 - 2 |

## 今国会の動き
全て2009年（平成21年）である。

### 召集前
- 8月30日 - 第45回衆議院議員総選挙が執行され、民主党が第1党となり、自民党は結党以来、維持してきた衆議院第1党の座から転落。
- 8月31日
  - 自民党の麻生太郎総裁が前日の衆院選の結果を受け辞任をすることを表明。
  - 公明党の太田昭宏代表と北側一雄幹事長が、前日の衆院選の結果を受け辞任をすることを表明。
  - 国民新党の綿貫民輔代表と亀井久興幹事長が辞任、新しい代表に亀井静香代表代行が就任。
- 9月1日 - 自民党と民主党の国対委員長会談で、召集日を9月16日にすることで一致。
- 9月3日 - 民主党が岡田克也幹事長の後任に小沢一郎を充てることを決定。これにより岡田の入閣が決定的になる。
- 9月4日 - 公明党が山口那津男代表、井上義久幹事長、斉藤鉄夫政調会長の新体制人事を決定。
- 9月8日
  - 自民党両院議員総会。総裁選挙の日程と内閣総理大臣指名選挙の対応について議論される。
  - 公明党全国代表者会議で、4日に決定した新体制が承認。
- 9月9日 - 民主党、社民党、国民新党の3党が連立政権樹立に合意。
- 9月11日 - 召集詔書公布。
- 9月15日 - 民主党両院議員総会。小沢一郎の幹事長就任が了承される。

### 会期中
- 16日 - 召集。
  - 麻生内閣が臨時閣議で総辞職を決めた。麻生は同時に自民党総裁も辞任した。
  - 衆議院本会議で議長に横路孝弘、副議長に衛藤征士郎が投票により決定。議院運営委員長に松本剛明が選出される。
  - 参議院本会議で予算委員長に大石正光、国家基本政策委員長に溝手顕正が選出される。
  - 衆参両院の本会議で内閣総理大臣指名選挙が実施され、民主党代表の鳩山由紀夫が第93代内閣総理大臣に指名された。
  - 所定の手続きを経て、鳩山内閣が発足。
- 18日
  - 常任委員長の選出、7特別委員会の設置の議決
  - 7特別委員会の委員長の選出
  - 開会式
- 19日 - 会期末。